# Mirtazapine
La mirtazapine (Norset, Remeron) est un antidépresseur noradrénergique et sérotoninergique spécifique (NaSSA),.
Du fait de sa structure tétracyclique, la mirtazapine peut aussi être classée comme antidépresseur tétracyclique et est chimiquement apparentée à la miansérine,. La mirtazapine est présentée aux États-Unis en 1996 par Organon BioSciences ; et est utilisée principalement pour le traitement de la dépression sévère. En médecine vétérinaire, elle est utilisée comme orexigène (stimulant de l'appétit), notamment chez le chat.
La mirtazapine est un antagoniste des récepteurs 5-HT2A et 5-HT3 (récepteurs activés par la sérotonine) et α2 présynaptiques de la noradrénaline. Le résultat de ces actions est l'augmentation des transmissions noradrénergique et sérotoninergique (5-HT1).
Son brevet a expiré en 2004, des versions génériques sont donc disponibles.

## Pharmacologie
La mirtazapine est majoritairement métabolisée au niveau du cytochrome CYP2D6 et son substrat par le CYP3A4.
L’activité antidépressive de la mirtazapine s’effectue via une augmentation de la neurotransmission noradrénergique par blocage des autorécepteurs α2. L’augmentation de la neurotransmission noradrénergique stimule les récepteurs α1 situés sur les fibres sérotoninergiques et conduit à une libération de 5-HT. L’augmentation de la libération de la sérotonine est directement liée à une augmentation de la neurotransmission par les récepteurs 5-HT1. Par ailleurs, certains antagonistes α2, comme la mirtazapine, bloquent aussi les récepteurs 5-HT2 et 5-HT3, permettant d’éviter les manifestations d’anxiété, d’agitation, d’insomnie ou les effets atropiniques.

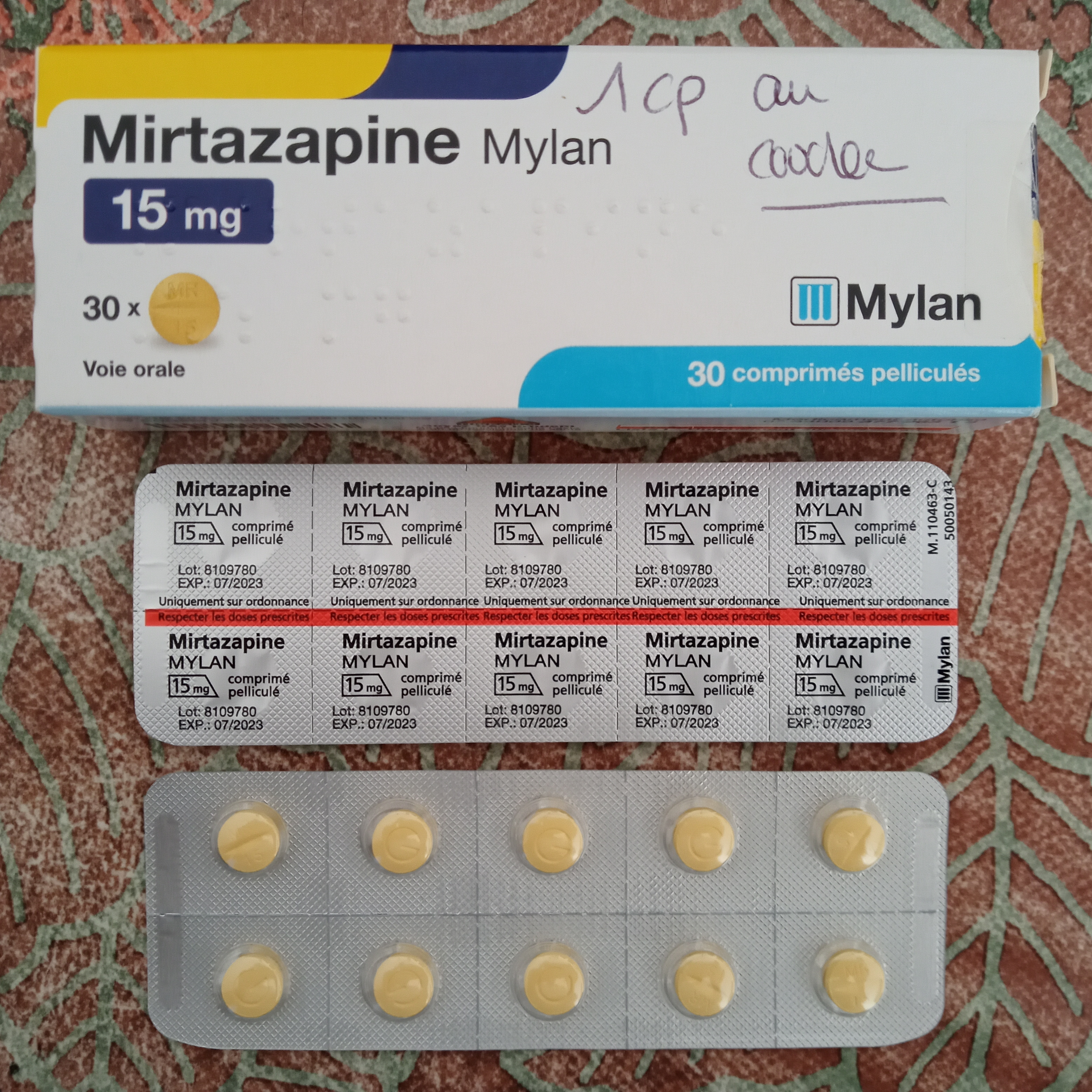
Une boîte de mirtazapine Mylan 15 mg sous forme de comprimés pelliculés

## Indications thérapeutiques
- Traitement des épisodes dépressifs majeurs.

La mirtazapine est un des antidépresseurs les plus efficaces disponibles, mais est aussi un des moins bien acceptés à cause de ses importantes propriétés sédatives. C'est pourquoi la mirtazapine est un traitement de deuxième intention du syndrome dépressif sévère (après l'échec d'un traitement par un antidépresseur ISRS à posologie optimale) ou de première intention lorsque ce syndrome s'accompagne d'une insomnie rebelle et/ou d'une comorbidité anxieuse importante.

## Effets indésirables
Les effets indésirables les plus courants sont :
- somnolence
- prise de poids
- leucopénie
- sédation
- sécheresse buccale
- fatigue
- étourdissement
- céphalée / cauchemars
- neige visuelle
- rhabdomyolyse[11]
- idées suicidaires (notamment chez les adolescents et les jeunes adultes)
- virage maniaque iatrogénique ou lié à un terrain préexistant (voir manie)

La proportion et la sévérité des effets secondaires est à mettre également en rapport avec la vitesse à laquelle le patient la métabolise.
L'utilisation de la mirtazapine, comme des autres antidépresseurs, dans le trouble bipolaire est déconseillée car elle peut induire un virage maniaque. Si un patient bipolaire nécessite un traitement antidépresseur (syndrome dépressif très sévère ou réfractaire aux traitements de première intention), on préférera néanmoins un antidépresseur ayant un profil similaire à la mirtazapine (antidépresseurs sédatifs), et on l'associera toujours à un thymorégulateur. La mirtazapine ne doit jamais être utilisée en monothérapie et sans surveillance étroite dans les phases dépressives du trouble bipolaire.

## Contre-indications
- Ne pas associer avec les inhibiteurs de la monoamine oxydase (IMAO)

À prendre en compte : association avec d'autres dépresseurs du système nerveux central, risque de majoration des effets sédatifs de la mirtazapine ; association avec du tramadol, ou un antidépresseur ISRS et IRSn, risque exceptionnel de syndrome sérotoninergique.